# リチャード・ブレイク
リチャード・ブレイク（Richard Brake, 1964年11月30日 - ）は、イギリス・ウェールズ出身のアメリカ合衆国の俳優。

## 略歴
イギリスのウェールズで生まれ、ジョージア州アトランタ、ニューサウスウェールズ州、ノースカロライナ州、コネチカット州、ジョージア州、テネシー州、オハイオ州で育った。最初の演技活動は1982年、ハドソン、オハイオのウェスタン・リザーブ・アカデミー大学時代、アーサー・ミラーの『坩堝』である。また、デューク大学を卒業している。
子供の頃は小説家、劇作家を目指していたが、17歳の時に学校の演劇のための少年が不足していたことからオーディションを受け、役を獲得し演劇の道に入る。

## 俳優としてのキャリア
1994年『ブレイド』などで知られるスティーヴン・ノリントン監督の『デスマシーン』で主な映画デビューを果たす。役柄の特徴は一癖ある人物や悪役を演じることが多く、クリストファー・ノーランの2005年のアメリカ映画『バットマン ビギンズ』では犯罪者ジョー・チル役で、主人公バットマンの両親を殺害し、結果的にバットマンを正義の道へと走らせるきっかけを作る重要な役を演じた。また、2007年の映画『ハンニバル・ライジング』でも連続猟奇殺人犯ハンニバル・レクターの幼少期に影響を与える戦争犯罪人の一人ドートリッヒを演じている。その他にもイギリスのロックバンドミューズの曲「ナイツ・オブ・サイドニア」（2006年）のビデオ・クリップでも悪の保安官として出演している。

## 主な出演作品

### 映画
- デスマシーン Death Machine (1994) - スコット・リドリー 役
- サブターフュージ Subterfuge (1996) - ピアース・テンシル 役
- コールド マウンテン Cold Mountain (2003) - ニム 役
- ブレイドX Soul Searcher (2005) - ヴァン・ビューレン 役
- バットマン ビギンズ Batman Begins (2005) - ジョー・チル 役
- DOOM Doom  (2005) - ディーン・ポートマン 役
- ミュンヘンMunich (2005) - アメリカ人
- ブラック・ダリア The Black Dahlia (2006) - ボビー・デウィット 役
- ハンニバル・ライジング Hannibal Rising (2007) - エンリカス・ドートリッヒ 役
- ゾンビ・ソルジャー Outpost (2008) - プライア 役
- JIGSAW デッド・ゾーン Perkins' 14 (2009) - ロナルド・パーキンス 役
- ハロウィンII Halloween II (2009) - ゲイリー・スコット 役
- 恋人たちのパレード Water for Elephants (2011) - グレイディ 役
- 悪の法則 The Counselor (2013) - 2人目の男 役
- マイティ・ソー/ダーク・ワールド Thor: The Dark World (2013)
- SPY/スパイ Spy (2015) - ソルサ・ドゥディエフ 役
- 31 31 (2016) - ドゥームヘッド 役
- スターリンの葬送狂騒曲 The Death of Stalin (2017) - タラソフ 役
- マンディ 地獄のロード・ウォリアー Mandy (2018) - ザ・ケミスト
- スリー・フロム・ヘル 3 from Hell (2019) - フォクシー 役
- リズム・セクション The Rhythm Section (2020) - レーマンズ 役
- トレマーズ 地獄島 Tremors: Shrieker Island (2020) - ビル 役
- アサシン・ハント The Virtuoso (2021) - ハンサム・ジョニー役

### テレビシリーズ
- コールドケース 迷宮事件簿 Cold Case (2009)
- NCIS:LA 〜極秘潜入捜査班 NCIS: Los Angeles (2009)
- The Deep (2010)
- ゲーム・オブ・スローンズ (2015)
- レイ・ドノヴァン ザ・フィクサー Ray Donovan (2016)
- バーバリアンズ・ライジング～ローマ帝国に反逆した戦士たち～ Barbarians Rising (2016) - ガイセリック役
- メイヤー・オブ・キングスタウン Mayor of Kingstown (2024)

## その他
- イギリスのロックバンドミューズの「ナイツ・オブ・サイドニア（英語版）」のミュージックビデオに出演